# WTA São Paulo
Das WTA São Paulo (offiziell: SP Open) ist ein Damen-Tennisturnier der WTA Tour, das in der Stadt São Paulo, Brasilien, ausgetragen wird.

## Geschichte
2001 wurde es von dem WTA-Turnier von Costa do Sauípe abgelöst.
Ab 2025 soll wieder ein Turnier der Kategorie 250 in São Paulo ausgetragen werden, es ersetzt die Jasmin Open in Monastir. Gespielt werden soll auf Hartplätzen im Villa-Lobos State Park.

## Siegerliste

### Einzel
| Jahr                                                   | Siegerin            | Finalgegnerin     | Ergebnis      |
| ------------------------------------------------------ | ------------------- | ----------------- | ------------- |
| 1977                                                   | Billie Jean King    | Betty Stöve       | 6:1, 6:4      |
| 1978–1984 hat in São Paulo kein Turnier stattgefunden! |                     |                   |               |
| 1985                                                   | Mercedes Paz        | Laura Arraya      | 5:7, 6:1, 6:4 |
| 1986                                                   | Vicki Nelson Dunbar | Jenny Klitch      | 6:2, 7:61     |
| 1987–1989 hat in São Paulo kein Turnier stattgefunden! |                     |                   |               |
| ↓ Kategorie: Tier V ↓                                  |                     |                   |               |
| 1990                                                   | Veronika Martinek   | Donna Faber       | 6:2, 6:4      |
| 1991                                                   | Sabine Hack         | Veronika Martinek | 6:3, 7:5      |
| 1992–1998 hat in São Paulo kein Turnier stattgefunden! |                     |                   |               |
| ↓ Kategorie: Tier IVa ↓                                |                     |                   |               |
| 1999                                                   | Fabiola Zuluaga     | Patricia Wartusch | 7:5, 4:6, 7:5 |
| 2000                                                   | Rita Kuti-Kis       | Paola Suárez      | 4:6, 6:4, 7:5 |

### Doppel
| Jahr                                                   | Siegerinnen                     | Finalgegnerinnen                 | Ergebnis      |
| ------------------------------------------------------ | ------------------------------- | -------------------------------- | ------------- |
| 1977                                                   | Kerry Reid Wendy Turnbull       | Martina Navrátilová Betty Stöve  | 6:3, 5:7, 6:2 |
| 1978–1984 hat in São Paulo kein Turnier stattgefunden! |                                 |                                  |               |
| 1985                                                   | Gabriela Sabatini Mercedes Paz  | Neige Dias Csilla Bartos         | 7:5, 6:4      |
| 1986                                                   | Neige Dias Pat Medrado          | Laura Gildemeister Petra Huber   | 4:6, 6:4, 7:6 |
| 1987–1989 hat in São Paulo kein Turnier stattgefunden! |                                 |                                  |               |
| ↓ Kategorie: Tier V ↓                                  |                                 |                                  |               |
| 1990                                                   | Bettina Fulco Eva Švíglerová    | Mary Pierce Luanne Spadea        | 7:5, 6:4      |
| 1991                                                   | Inés Gorrochategui Mercedes Paz | Renata Baranski Laura Glitz      | 6:2, 6:2      |
| 1992–1998 hat in São Paulo kein Turnier stattgefunden! |                                 |                                  |               |
| ↓ Kategorie: Tier IVa ↓                                |                                 |                                  |               |
| 1999                                                   | Laura Montalvo Paola Suárez     | Janette Husárová Florencia Labat | 6:7, 7:5, 7:5 |
| 2000                                                   | Laura Montalvo Paola Suárez     | Janette Husárová Florencia Labat | 5:7, 6:4, 6:3 |